# Broussy-le-Grand
Broussy-le-Grand är en kommun i departementet Marne i regionen Grand Est (tidigare regionen Champagne-Ardenne) i nordöstra Frankrike. Kommunen ligger i kantonen Fère-Champenoise som tillhör arrondissementet Épernay. År 2022 hade Broussy-le-Grand 312 invånare.

## Befolkningsutveckling
Antalet invånare i kommunen Broussy-le-Grand
| Referens: INSEE |